# New York Film Critics Circle Award

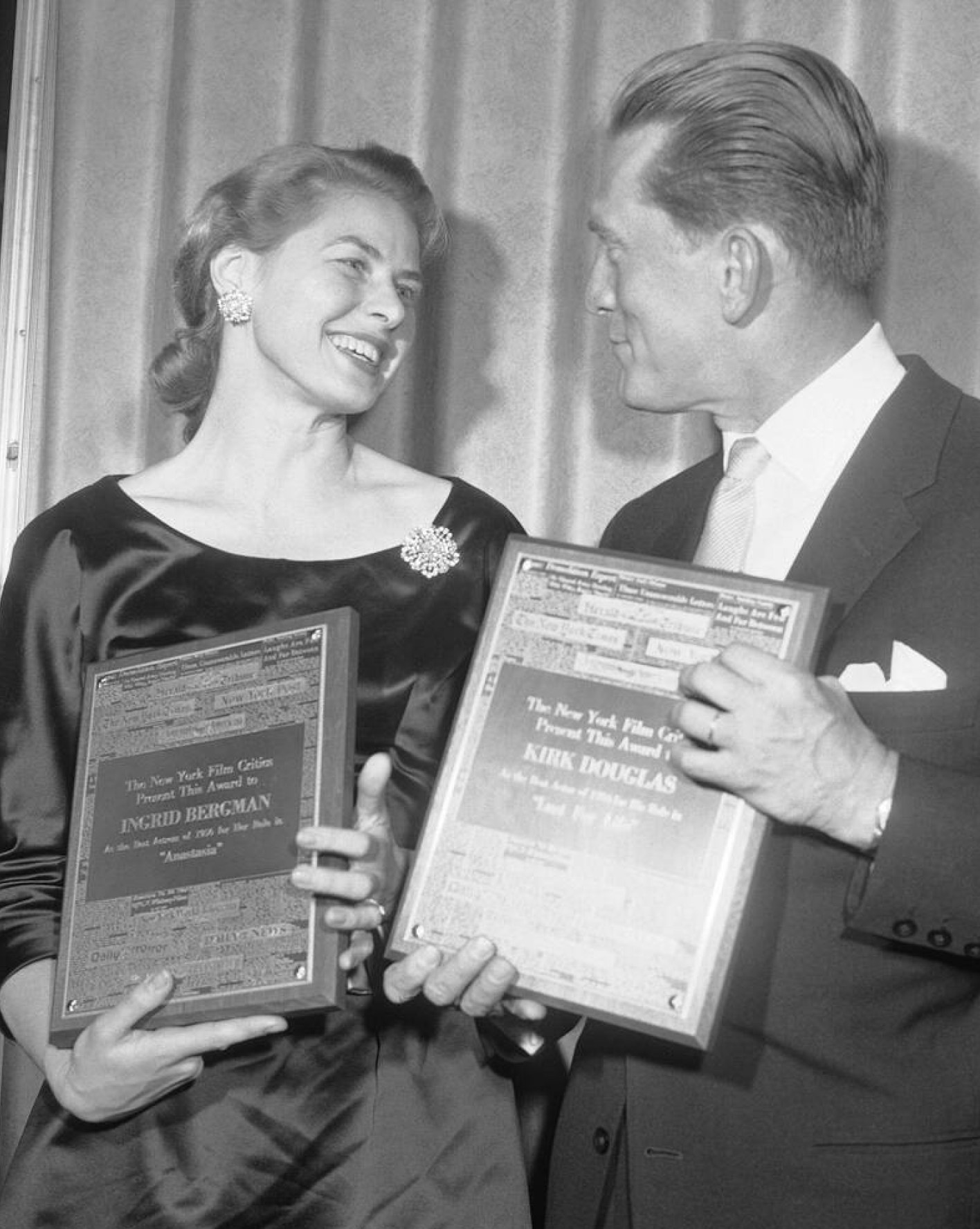
Ingrid Bergmanová a Kirk Douglas na předávání cen v roce 1957.

New York Film Critics Circle Award (zkr. NYFCC Award či NYFCCA), česky Cena Kruhu newyorských filmových kritiků, případně Cena Sdružení newyorských filmových kritiků nebo též zkráceně cena newyorských kritiků je ocenění udělované organizací filmových kritiků od jejího založení v roce 1935. Sdružení nazvané New York Film Critics Circle (zkr. NYFCC) sdružuje filmové recenzenty z denního tisku, tištěných periodik i online publikací. V prosinci každého roku vybírá k ocenění kinematografickou produkci z uplynulého roku. Cena je často chápána jako předzvěst filmových Oscarů vyhlašovaných vždy v lednu následujícího roku.

## Kategorie
Cena se udílí v těchto kategoriích:
- nejlepší herec
- nejlepší herečka
- nejlepší herec ve vedlejší roli
- nejlepší herečka ve vedlejší roli
- nejlepší režie
- nejlepší scénář
- nejlepší kamera
- nejlepší film
- nejlepší zahraniční film
- nejlepší animovaný film – od roku 1999[8]
- nejlepší filmový debut
- zvláštní cena